# Mahi Binebine

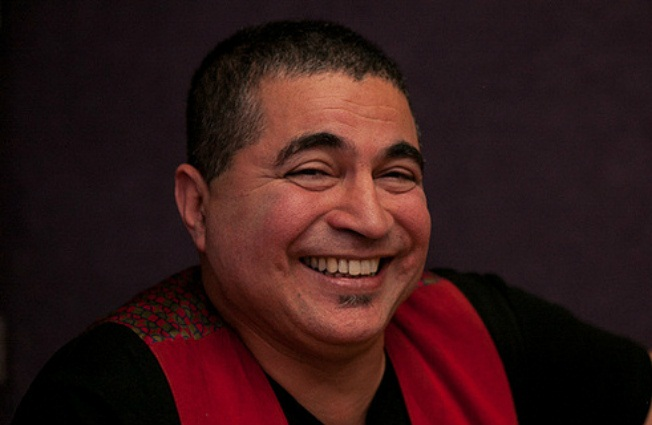
Mahi Binebine (2015)

Mahi Binebine (geboren 1959 in Marrakesch) ist ein marokkanischer Maler, Bildhauer und frankophoner Schriftsteller.

## Leben
Mahi Binebine wurde 1959 als sechstes von sieben Kindern eines Arabisch- und Islamlehrers und engen Vertrauten des Königs Hassan II. geboren. Sein Vater verließ jedoch früh die Familie und seine Mutter musste die Kinder allein durchbringen. Sein älterer Bruder Aziz gehörte 1971 als Offizier zu den Putschisten gegen König Hassan II. und war anschließend achtzehn Jahre im Gefängnis Tazmamart inhaftiert, was dazu führte, dass der Vater ihn verleugnete.
Mahi Binebine studierte Mathematik zunächst in Marokko, ging dann 1980 aber nach Paris, um an der Universität Pierre und Marie Curie sein Studium fortzusetzen. Bereits in diesen Jahren bildete er sich autodidaktisch als Maler fort und schuf seine ersten Werke. Er wirkte anschließend ab 1985 in Frankreich acht Jahre als Mathematiklehrer, begann in dieser Zeit aber auch seine Arbeit als Schriftsteller. In seinem Atelier in der Rue Oberkampf schrieb und malte er fortan und stellte 1987 seine Bilder erstmals in der Galerie „de L'OMNT“ in Paris aus; es folgten Ausstellungen in Marokko (1988) und den USA (1989). Sein erstes literarisches Werk („Le sommeil de l'esclave“) erschien 1992. In Paris lernte er auch seine Frau kennen.
Zwischen 1994 und 1999 lebte er in New York City bei seinem jüngeren Bruder, der dort ein erfolgreicher Immobilien-Manager ist. Dort war er sowohl als Maler und Bildhauer als auch als Schriftsteller tätig. 1997 stellte er erstmals seine Bilder in der Galerie Stendhal aus und konnte dafür die bekannte New Yorker Philanthropin Barbara Jonas (1933–2018) als Patronin gewinnen. Eine besondere Auszeichnung erfuhr Binebine durch die anschließende Aufnahme einiger seiner Werke in die ständige Sammlung des Solomon R. Guggenheim Museums in New York.
1999 zog er zunächst zurück nach Paris, ging aber 2001 nach Madrid, um mit dem spanischen Maler Miguel Galanda zusammenzuarbeiten. Diese Zusammenarbeit setzte er auch fort, nachdem er 2002 nach Marrakesch zurückgekehrt war. Auslöser für die Rückkehr in sein Heimatland war zum einen die Tatsache, dass es der rechtsextreme Politiker Jean-Marie Le Pen 2002 in Frankreich in die Stichwahl zur Wahl des französischen Präsidenten geschafft hatte, zum anderen war nach dem Tod von Hassan II. 1999 dessen deutlich liberalerer Sohn Mohammed VI. auf den Thron in Marokko gekommen. 2002 konnte Binebine zum ersten Mal eine Solo-Ausstellung im Museum von Marrakesch platzieren, war aber auch mit Galerie-Ausstellungen in Deutschland, der Schweiz und den Arabischen Emiraten vertreten. 2003 folgten mehrere Ausstellungen in Italien, 2008 drei Ausstellungen in Pariser Galerien und 2009 nahm er an der Biennale von Venedig teil.
Im Jahr 2010 erhielt er für Les Étoiles de Sidi Moumen den Prix du Roman arabe; der Roman wurde 2012 von Nabil Ayouch unter dem Titel Les Chevaux de Dieu verfilmt. Der Roman stand in seiner englischen Übersetzung 2015 auf der Shortlist des International DUBLIN Literary Award. Bereits 2014 nahm er mit seinen Kunstwerken an der Dak'Art Biennale in Dakar (Senegal) teil.
Sein Roman Rue du pardon wurde 2020 mit dem Prix Méditerranée ausgezeichnet. Netflix gab im Juli 2022 bekannt, dass zwei seiner Bücher adaptiert würden. Die Dreharbeiten zu der Serie sollen im Laufe des Jahres 2023 beginnen.
Mahi Binebine ist verheiratet und hat drei Töchter. Seine Tochter Mina Binebine ist Modedesignerin, Gründerin und Geschäftsführerin eines eigenen Modelabels, bei dem auch ihre Schwester Sarah Binebine als Direktorin für das internationale Geschäft tätig ist.

## Œuvre
Binebines Werke sind Ausdruck seiner authodidaktisch erworbenen Fähigkeiten und entziehen sich der Zuordnung zu einer marokkanischen oder internationalen Ausrichtung. Es gibt jedoch eine Überschneidung zwischen seinen literarischen und künstlerischen Werken, denn mit beiden verarbeitet er Erinnerungen, die geprägt sind von „Qualen und Melancholie“. In seiner Zeit in New York erlebt sein Werk durch „einen lebhaften experimentellen Prozess eine Reifung“. Binebine zeigt ein dort sein Talent, verschiedenste Materialien wie Wachs, Nägel und Pigmenten zu verwenden. „Auf der Suche nach der Leuchtkraft verwendete er eine Palette leuchtender Farben wie Rot, Ocker und Blau, die irgendwie an die Farben seiner Heimatstadt erinnern. Dennoch zog es Binebine vor, die Farbe als Synthese seiner visuellen Erinnerungen an Marrakesch zu benutzen und nicht als realistische Version davon. Diese Farben bedecken die gesamte Fläche der Leinwand und entführen den Betrachter in eine intensive Traumwelt. Der Maler integrierte nach und nach menschliche Figuren in seine Kompositionen, die er in Schwarz malte, verzichtete jedoch darauf, ihnen physische Merkmale zu verleihen – manchmal handelt es sich lediglich um Silhouetten“. Die Darstellungen gebrochener menschlicher Figuren erreicht in seiner Zusammenarbeit mit dem spanischen Künstler Miguel Galanda einen Höhepunkt.
Aber auch nach seiner Rückkehr nach Marrakesch stehen menschliche Figuren im Mittelpunkt seines Oevres. Er erschafft Bilder, die ausschließlich menschliche Gesichter zeigen und hart, ausgemergelt und von den Linien, die sie zerkrazt haben, gefangen zu sein scheinen. „Trauer, Schmerz und Schicksal kommen darin stark zum Ausdruck. Binebine hat sie bewusst vom Rest des Körpers getrennt, um die Zwischenwelten zu symbolisieren, in denen er zwischen Marokko, Frankreich und den Vereinigten Staaten lebt. Diese drei geografischen und künstlerischen dynamischen Bereiche könnten einige Spannungen und Widersprüche aufweisen, die den Maler beeinflussten. Sein Ziel ist es, dieses Gefühl des Unbehagens und der Trauer zum Ausdruck zu bringen, das er in seinem skulpturalen Werk perfekt wiedergibt. Er verwischt gerne die Grenze zwischen Malerei und Skulptur. Die Gesichter ähneln stark afrikanischen Masken“.
In seinem späteren Werk, „erforscht er das Selbst und vertieft sich in die Komplexität, die tiefen Wünsche und die Geheimnisse der Menschheit. Durch einfache und zarte Darstellungen stellt er nackte Männer und Frauen mit Glatze dar, als würde er sie zu ihrer ursprünglichen Natur zurückbringen. Binebine verwendet klare Linien und kühle Farben, um diese Charaktere einzeln, zu zweit oder in einer Gruppe darzustellen, die völlig losgelöst von der physischen Realität sind. Die Figuren nehmen unterschiedliche Positionen ein, die den unterschiedlichen Lebensphasen wie Tragödien, Isolation und Ruhm entsprechen“.

## Literarische Werke (Auswahl)
- Rue du Pardon. Stock, 2019, ISBN 978-2-234-08759-0
  - Rue du Pardon. Übersetzung Christiane Kayser. Basel : Lenos, 2021, ISBN 978-3-03925-006-6
- Le fou du Roi. Stock, 2017, ISBN 2-234-08265-X
  - Der Hofnarr. Übersetzung Regina Keil-Sagawe. Basel : Lenos, 2018
- Le Seigneur vous le rendra. Ed. Flammarion, 2013, ISBN 2-213-67084-6
  - Der Himmel gibt, der Himmel nimmt : Roman aus Marokko. Übersetzung Hilde Fieguth. Basel : Lenos, 2016
- Les Étoiles de Sidi Moumen. Ed. Flammarion, 2010, ISBN 2-08-123636-2
  - Die Engel von Sidi Moumen : Roman aus Marokko. Übersetzung Regula Renschler. Basel : Lenos, 2011
- Le griot de Marrakech. Éd. Le Fennec, 2005, ISBN 2-7526-0212-X
- Terre d'ombre brulé. Ed. Fayard, 2004, ISBN 2-213-61762-7
- Pollens. Ed. Fayard, 2001, ISBN 2-213-60996-9
- Cannibales. Ed. Fayard, 1999, ISBN 2-213-60444-4
  - Kannibalen : Roman. Übersetzung Patricia A. Hladschik. Innsbruck : Haymon, 2003 (auch unter dem Titel Willkommen im Paradies : Roman aus Marokko, 2017)
- L'ombre du poète. Ed. Stock, 1997, ISBN 2-234-04668-8
- Les funérailles du lait. Ed. Stock, 1994, ISBN 9954-1-6741-2
  - Mamayas letzte Reise : Roman. Übersetzung Eliane Hagedorn. München : Droemer Knaur, 1997
- Le sommeil de l'esclave. Ed. Stock, 1992, ISBN 2-234-02488-9
  - Der Schlaf der Sklavin : Roman. Übersetzung Barbara Reitz. München : Droemer Knaur, 1994

## Solo-Ausstellungen
- 2020 „Horizons Obliques“, Comptoire des Mines Gallery, Marrakesch, Marokko
- 2019 „A la plume, au pinceau, au crayon : dessins du monde arabe“, Institut du monde arabe, Paris, Frankreich
- 2018 „Indivision“, with Hassan Darci, Art Space, Casablanca, Marokko
- 2018 Solo exhibition, Galerie Noir sur Blanc, Marrakesch, Marokko
- 2018 „Insoumission“, Le Bastion de France, Porto-Vecchio, Korsika, Frankreich
- 2018 „Claude & France Lemand Donation“, Institut du monde arabe, Paris, Frankreich
- 2017 Aaart Fondation, Kitzbühel, Österreich
- 2017 „Mémoire en mouvements“, Galerie Abla Ababou, Rabat, Marokko
- 2017 Galerie DX, Bordeaux, Frankreich
- 2017 „Retrospective“, Galerie Claude Lemand, Paris, Frankreich
- 2016 MACMA museum, Marrakesch, Marokko
- 2015 „Insoumission“, International Forum of human rights, Palmeraie Museum, Marrakesch, Marokko
- 2014 Palmeraie Museum, Marrakesch, Marokko
- 2013 Galerie Document 15, Paris, Frankreich
- 2012 Galerie 38, Casablanca, Marokko
- 2012 Galerie Benamou, Paris, Frankreich
- 2011 Galerie Caprice Horn, Berlin, Deutschland
- 2010 Galerie Atelier 21, Casablanca, Marokko
- 2010 AAART Foundation, Kitzbühel, Österreich
- 2009 AAART Foundation, Kitzbühel, Österreich
- 2009 Galerie CMOOA, Rabat, Marokko
- 2009 Galerie Delacroix, Tanger, Marokko
- 2008 Galerie Atelier21, Casablanca, Marokkco
- 2008 Galerie Violon Bleu, London, GB
- 2008 Galerie Navarra-75 Faubourg, Paris, Frankreich
- 2008 Galerie Loft, Paris, Frankreich
- 2008 Galerie Bailly, Paris, Frankreich
- 2007 Société Générale Headquarters, Casablanca, Marokko
- 2007 Galerie Nationale Bab Rouah, Rabat, Marokko
- 2007 Galerie Noir sur blanc, Marrakesch, Marokko
- 2007 Palais des Congrès, Grasse, Frankreich
- 2006 Kasbah Agafay, Marrakesch, Marokko
- 2006 Galerie Venise Cadre, Casablanca, Marokko
- 2006 Galerie Les Atlassides, Marrakesch, Marokko
- 2005 Galerie Venise-Cadre, Casablanca, Marokko
- 2005 Galerie Les Atlassides, Marrakesch, Marokko
- 2005 Silves Archeology Museum, Portugal
- 2005 Silves Misericórdia Church, Silves, Portugal
- 2005 Gemap, Casablanca, Marokko
- 2004 Galerie Atalante, Madrid, Spanien
- 2004 Galerie Brigitte Schenk, Köln, Deutschland
- 2003 Espace Actua, with Yamou, Casablanca, Marokko
- 2003 Galerie Bab el kebir, with Selfati, Rabat, Marokko
- 2003 Galerie AAM, Rom, Italien
- 2003 Studio Bocchi, Rom, Italien
- 2003 Fundacione Maturen, Tarazona, Italien
- 2002 Galerie Dahiez & Associés, Zürich, Schweiz
- 2002 Galerie Brigitte Schenk, Köln, Deutschland
- 2002 Museum of Marrakesch, Marokko
- 2002 Société Générale, Casablanca, Marokko
- 2002 Institut Cervantes, Tanger, Marokko
- 2002 Galerie Brigitte Schenk, Kunst Köln, Deutschland
- 2002 Ministry of culture, Abu Dhabi, VAR
- 2001 Tinglado 4 Moll de Costa, Taragone
- 2001 Palais des congrès, Grasse, Frankreich
- 2000 Espace Paul Ricard, Paris, Frankreich
- 1999 Galerie Nationale Bab Rouah, Rabat, Marokko
- 1999 Stendhal, Gallery New York, USA
- 1999 Galerie du Fleuve, Paris, Frankreich
- 1999 Galerie Brigitte Shenk, Köln, Deutschland
- 1998 Ott Galerie, Düsseldorf, Deutschland
- 1998 Museum of Contemporary Art, Washington D.C., USA
- 1997 Stendhal, Gallery New York, USA
- 1989 Contemporary French Art Gallery, New York, USA
- 1988 Galerie la Découverte, Rabat, Marokko
- 1987 Galerie de L'ONMT, Paris, France

## Sammlungen (Auswahl)
- Solomon R. Guggenheim Museum, New York, USA
- Institut du Monde Arabe, Paris, Frankreich
- Sammlung der Deutschen Bank, Frankfurt, Deutschland
- Ramzi and Saeda Dalloul Art Foundation, Beirut, Lebanon
- Prince Claus Fund, Amsterdam, Niederlande
- Kinda Foundation, Saudi Arabia
- Kamel Lazaar Foundation, Tunis, Tunesien
- Marrakesch Museum, Marokko
- Museum of Banque Al Maghrib, Marokko